# Ибрагимов, Расим Сахавет оглы
Расим Сахавет оглы Ибрагимов (азерб. Rasim Səxavət oğlu İbrahimov; 18 апреля 1962, Баку — 28 июня 1992) — азербайджанский военный. Национальный Герой Азербайджана.

## Биография
Расим Ибрагимов родился 18 апреля 1962 года на острове Чилов Азизбековского района (ныне относится к Пираллахинскому району) города Баку Азербайджанской ССР в семье нефтяника. Учился в школе №131 города Баку, позднее продолжил образование в военном училище имени Джамшуда Нахичеванского. Военную службу первоначально проходил в рядах Советской армии в ГДР, затем в составе азербайджанской армии.
В 1991 году, возглавил сформированный им же батальон самообороны в Физулинском районе. Активно участвовал в военных действиях в Карабахе, в Физулинском и в других прилегающих районах. 26 июня 1992 года во время тяжёлых боёв за село Туг, Расим Ибрагимов был ранен, но до последнего руководил своим батальоном.
Был женат, двое детей. Похоронен на Аллее шахидов в Баку.

## Память
Указом Президента Азербайджанской Республики от 16 сентября 1994 года Расиму Сахавет оглы Ибрагимову присвоено почётное звание Национального Героя Азербайджана.
Школе №131 присвоено его имя. На острове Чилов Расиму Ибрагимову воздвигнут памятник, разбит парк и названа улица в его честь.